# Ricardo Dias Acosta
Ricardo Dias Acosta, meglio noto come Ricardinho (Rosário do Sul, 15 dicembre 1985), è un ex calciatore brasiliano, di ruolo centrocampista.

## Caratteristiche tecniche
È un trequartista.

## Carriera
Il 10 giugno 2012 ha esordito in Série A disputando con il Ponte Preta l'incontro pareggiato 0-0 contro il Figueirense.

## Palmarès

### Competizioni statali
- Campeonato Paulista Série A2: 2

Linense: 2010
XV de Piracicaba: 2011
- Campeonato Paranaense Segunda Divisão: 1

Londrina: 2011
- Campionato Cearense: 4

Ceará: 2013, 2014, 2017, 2018

### Competizioni regionali
- Copa do Nordeste: 2

Ceará: 2015, 2020
- Copa Verde: 1

Paysandu: 2022

### Competizioni nazionali
- Campeonato Brasileiro Série B: 1

Botafogo: 2021